# Vorstenbosch (Schiff)
Das Tankmotorschiff Vorstenbosch ist nach Angaben der Reederei VT Marine Logistic Services B.V. der größte Binnentanker der Welt. Der Rumpf wurde in China unter Lloyds-Aufsicht gebaut, der Ausbau erfolgten in den Niederlanden bei der Smits Machinefabriek en Scheepsreparatie B.V., Capelle aan den IJssel. 2011 wurde das Schiff in Dienst gestellt und fährt als Bunkerschiff zwischen den ARA-Häfen (Amsterdam-Rotterdam-Antwerpen). Eine Zulassung für den Rhein liegt nicht vor. Das Schiff ist als Typ-C Tanker klassifiziert.

## Konstruktion
Der mit Bordwänden Typ Scheldehuid geschweißte Stahlrumpf wurde in China gebaut und zusammen mit anderen Schiffsrümpfen auf einem Schwergutfrachter der Reederei Dockwise in die Niederlande verschifft. Auf  der Werft in Capelle aan den IJssel erfolgte der weitere Ausbau. Der Tanker hat ein doppeltes Leitungssystem, so dass er gleichzeitig zwei verschiedene Produkte laden und löschen kann. Die insgesamt 13.889 m³ fassenden 20 Ladetanks können innerhalb von rund fünf Stunden gelöscht werden und sind mit einem Heizungssystem ausgerüstet. Auf dem Vorschiff ist ein 35 Meter langer Bunkermast mit zwei 12-Zoll-Leitungen eingebaut. Die beiden Bornemann Lade- und Löschpumpen vom Typ HC 370 werden von der Back- bzw. Steuerbordmaschine angetrieben und leisten je 1.400 m³ in der Stunde. Die achtern liegende, modern eingerichtete Wohnung für die fünf Besatzungsmitglieder ist auf Gummielementen gelagert und voll klimatisiert. Das Steuerhaus ist in der Höhe verstellbar.

## Technische Ausrüstung
Die Vorstenbosch wird von drei Caterpillarmotoren vom Typ 3516 mit je 2.028 PS bei 1.600/min angetrieben. Die Drehzahl wird mit Masson Wendegetrieben Typ MM W 16500 mit einer Untersetzung von 4,95:1 auf 320 Umdrehungen reduziert. Die Fünfblatt-Propeller haben einen Durchmesser von 1,8 m. Im Heck ist ein Querstrahlruder vom Typ Veth-Jet 2-K-1400A und im Bug zwei Vierkanalstrahlruder vom Typ Veth-Jet 4-K-1400 eingebaut. Diese werden von drei Caterpillar C 18 Acert-Motoren mit jeweils 500 kW angetrieben. Für die Stromversorgung sorgen zwei Caterpillar-Dieselgeneratoren Typ C6.6 mit je 143 kW und ein geräuschgedämpfter Hafengenerator vom Typ C4.4 mit 86 kW. In der Achterpiek stehen drei unabhängig voneinander arbeitende Rudermaschinen für die Steuerung der insgesamt sechs Ruder.

## Nautische Ausrüstung
Zur nautischen Ausrüstung gehören zwei Radargeräte, elektronische Wasserstraßenkarten, AIS, diverse Funkgeräte, eine Blackbox und ein dynamisches Positionierungssystem (DPS).
Daneben sind alle Kontrolleinheiten für Tankalarm, Brandmeldung, Gasspürsystem, Überdruck- und Klimatisierungseinrichtung für die Wohnung und die Maschinenräume und diverse Bildschirme für die Kameraüberwachung installiert. Die gesamte Bordelektrik  wird ständig von einem Diagnosesystem überwacht.